# Reichskommissariat Ukraine

Lage des Reichskommissariats Ukraine (1942)

Das Reichskommissariat Ukraine (RKU) bestand während der deutschen Besatzungszeit zwischen 1941 und 1944 in den westlichen und zentralen Teilen der Ukraine.
Das Reichskommissariat Ukraine und das Reichskommissariat Ostland wurden vom zivilen Berliner Reichsministerium für die besetzten Ostgebiete (RMfdbO) verwaltet, das von dem NS-Chefideologen Alfred Rosenberg geführt wurde. Die von diesem Ministerium verfolgten politischen Hauptziele waren die vollständige Vernichtung der jüdischen Bevölkerung und die Kolonialisierung des Gebietes. Dazu sollten die Einwohner als Sklaven ausgebeutet werden; ein kleiner Teil sollte nach einer Germanisierung die Besatzung mittragen. Die Germanisierungspolitik wurde auf der Grundlage des Generalplans Ost sowie spezieller Erlasse und Richtlinien im Ostland durchgeführt.
Entsprechend der Rassenideologie von Rosenberg und anderer führender Nationalsozialisten wurden im Reichskommissariat Ukraine Hunderttausende von Juden ermordet, vor allem von der Einsatzgruppe C und der Einsatzgruppe D der Sicherheitspolizei und des SD. Etwa drei Millionen weitere Zivilisten aus der Ukraine kamen ebenfalls um, und etwa dieselbe Zahl an ukrainischen Soldaten.

## Grenzverlauf und Zerfall ab 1943
Zwei Monate nach dem deutschen Überfall auf die Sowjetunion am 22. Juni 1941 wurde am 1. September 1941, 12:00 Uhr, das Reichskommissariat Ukraine gebildet. Es entstand aus Teilen des rückwärtigen Heeresgebiets Süd beziehungsweise Mitte und dem Sicherungsbereich Brest, der bereits seit dem 18. Juli 1941 dem Militärbefehlshaber im Generalgouvernement unterstellt worden war. Als Reichskommissar wurde der Oberpräsident und Gauleiter der NSDAP Erich Koch aus Königsberg berufen. Koch war seit dem 1. August 1941 auch Chef der Zivilverwaltung im Bezirk Bialystok und herrschte nunmehr von der Ostsee bis in die Ukraine. Sein erster Verwaltungssitz war in Rowno.
Die vorläufigen Grenzen des Reichskommissariats Ukraine wurden wie folgt festgelegt:
- Westen: Ostgrenze des Generalgouvernements,
- Süden: Verlauf des Dnister in ostwärtiger Richtung bis Mogilew Podolskij.
- Osten: Bar/Letitschew/Ljubar am Slutsch/Verlauf des Slutsch bis zur Einmündung in die Horyn/Verlauf der Horyn bis zu ihrer Einmündung in den Pripjet/Senkewitschi (20 km nördlich Dawid-Gorodok) (Orte und Orte an den Flüssen einschließlich),
- Norden: Grenze zum Reichskommissariat Ostland.

Zum 20. Oktober 1941, 12:00 Uhr wurde das Reichskommissariat Ukraine räumlich nach Osten erweitert. Seine neuen Grenzen verliefen nun wie folgt:
- Westen: Bisherige Ostgrenze des Reichskommissariats Ukraine,
- Süden: von Row bis nach Bar bis zur Einmündung des gleichnamigen Flusses in den Bug/Verlauf des Bug bis Perwomajsk/Nowo Ukrainka/ Nowomirgorod/Smela/Tscherkassy (Orte und Bahnlinie Perwomajsk-Tscherkassy ausschließlich),
- Osten: Verlauf des Dnepr bis Retschiza (Kiew, Retschiza und Dnepr-Brücken einschließlich),
- Norden: Bahnstrecke Retschiza-Luninez (Bahnstrecke einschließlich) bis zur bisherigen Ostgrenze des Reichskommissariats Ukraine.

Die nächste Änderung erfolgte am 15. November 1941, 12:00 Uhr. Zu diesem Zeitpunkt wurde das Reichskommissariat Ukraine aus dem rückwärtigen Heeresgebiet Süd erweitert, soweit innerhalb der folgenden Grenzen gelegen:
- Nordwesten: Bisherige Ostgrenze des Reichskommissariats Ukraine,
- Südwesten: Verlauf des Bug von Perwomajsk bis zur Einmündung in das Schwarze Meer/Küste des Schwarzen Meeres bis zur Mündung des Dnjepr,
- Süden, Osten und Nordosten: Verlauf des Dnepr bis Tscherkassy (Ort einschließlich).

Die letzte Erweiterung galt vom 1. September 1942 ab 12:00 Uhr. Danach traten aus dem rückwärtigen Heeresgebiet Süd folgende Teile der Ukraine östlich des Dnjepr hinzu:
- zum Generalbezirk Kiew: der ostwärts des Dnepr gelegene Teil des ehemaligen Gebietes Kiew und des ehemaligen Oblastes Poltawa,
- zum Generalbezirk Dnepropetrowsk: der ostwärts des Dnepr gelegene Teil des ehemaligen Oblastes Dnepropetrowsk und vom ehemaligen Oblast Saporoshje der Teil, der nicht zum Generalbezirk Krim fällt,
- zum Generalbezirk Krim (Teilbezirk Taurien): der südlich des unteren Dnepr gelegene Teil des ehemaligen Oblastes Nikolajew und vom ehemaligen Oblast Saporoshje die Rayons Melitopol, Nischnije Sjegorosy, Nowowassilewka, Priasowskoje, Weseloje und die südlich davon gelegenen Rayons.

Damit war die weiteste Ausdehnung erreicht.
Im Laufe des Jahres 1943 wurde das Reichskommissariat Zug um Zug von der Roten Armee zurückerobert. Anfang 1944, als die noch nicht zurückeroberten Kreisgebiete Brest, Kobryn und Pinsk keine eigenständige Verwaltung mehr zuließen, wurde dieser Randstreifen des Reichskommissariats Ukraine der Verwaltung des Generalbezirks Weißruthenien im Reichskommissariat Ostland unterstellt.

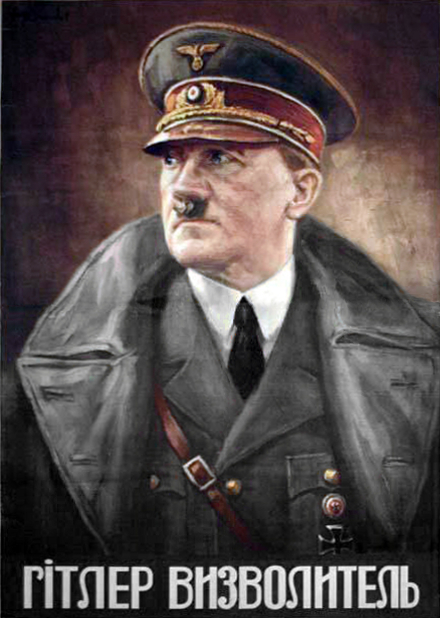
Ein Propagandaplakat mit der Aufschrift „Hitler, der Befreier“ in ukrainischer Sprache

## Kollaboration
Während der deutschen Herrschaft war das Verhältnis zu den Ukrainern zunächst zwiespältig. Einerseits gaben sich die Deutschen als Befreier, welche die Ukrainer von Stalinismus und Holodomor erlösten, rekrutierten Ukrainer für das Wehrmachtsbataillon „Bataillon Nachtigall“ unter der Führung von Roman Schuchewytsch und schufen zunächst mit der Organisation Ukrainischer Nationalisten und der Ukrainischen Aufstandsarmee eine brüchige Zweckallianz, deren Anführer sich einen von Hitler abgesegneten ukrainischen Nationalstaat erhofften.
Politische Teilnahme erhielten sie im Reichskommissariat jedoch nicht. Die Anführer Stepan Bandera und Jaroslaw Stezko wurden bereits 1941 in „Schutzhaft“ genommen, später jedoch wieder entlassen. Der Reichsführer SS Heinrich Himmler machte in seiner rassischen Verachtung keinen Unterschied zwischen Ukrainern und anderen Slawen, und Hitler hielt sie für „genauso faul, unorganisiert und nihilistisch-asiatisch … wie die Großrussen“. Der Generalplan Ost sah die Germanisierung der Ukraine und die Vernichtung von 25 % der Ukrainer und eine Ausweisung von weiteren 30–40 % Richtung Osten vor. Deutsche Siedlungen, z. B. Hegewald, wurden geschaffen.
Reichskommissar Koch und seine Unterführer, aber auch Stellen der Wehrmacht betrieben eine brutale Ausbeutungspolitik. Die Kolchosen aus der Sowjetzeit wurden beibehalten und ihre Ablieferungsquoten erhöht, über eine Million Ukrainer als Zwangsarbeiter nach Deutschland verschleppt. Vor Kolchosenarbeitszwang und „Fremdarbeiter“-Rekrutierung flohen viele Ukrainer in die Wälder. Ab 1943 kämpften dann OUN und UPA sowohl gegen die Wehrmacht als auch gegen die Sowjetunion.
Der Osteuropa-Historiker Timothy Snyder verweist auf Josef Stalins Propaganda, der zufolge Kollaborateure typischerweise ukrainische Nationalisten gewesen seien. Tatsächlich aber waren die weitaus meisten Kollaborateure in der Sowjet-Ukraine wie auch allgemein in der Sowjetunion nicht etwa Nationalisten, sondern Kommunisten. Die deutschen Besatzer hätten normalerweise Menschen eingesetzt, die schon vor dem Krieg Autorität ausübten. Das waren meist Kommunisten. Außerdem hätten die Russen mit derselben Wahrscheinlichkeit wie Ukrainer kollaboriert. Snyder bezeichnet Putins Behauptung, dass die Ukrainer, aber keine Russen kollaboriert hätten, als ein Erbe des Stalinismus.

Snyder hält auch fest: 
„Unvergleichlich mehr Ukrainer sind im Kampf gegen die Wehrmacht gestorben als im Kampf an der Seite der Wehrmacht, was man nicht über jedes der Länder sagen kann, die als Alliierte angesehen werden. Man kann das zum Beispiel nicht über Frankreich sagen […], denn mehr französische Soldaten haben auf der Seite der Achsenmächte als auf der alliierten Seite gekämpft. Mehr Ukrainer kämpften und starben auf der Seite der Alliierten als Franzosen, Briten und Amerikaner […] zusammengezählt.“
Während der deutschen Besatzung wurden etwa 3,5 Millionen ukrainische Zivilisten getötet. Wiederum drei Millionen Ukrainer starben im Kampf gegen die Wehrmacht. Doch dies erkenne man heute nicht, weil die Ukrainer in der Roten Armee gekämpft haben. Das sei aber eben nicht die Armee Russlands, sondern der gesamten Sowjetunion gewesen. In dieser waren die Ukrainer, wegen der Lage der Kampfhandlungen, stark überrepräsentiert. Dies werde oft nicht klar gesehen, so klagt Snyder mit Verweis darauf, dass es auch sonst die Neigung gäbe, die Ukraine nicht als Nation anzuerkennen.

## Ortsnamen
Es blieb im Allgemeinen bei den bisher geläufigen (russischen) Ortsnamen, die nach einheitlichen Grundsätzen in die Lateinschrift transkribiert wurden. Allerdings erhielten Orte mit bolschewistischen Namen ihre früheren Bezeichnungen zurück. Einige Siedlungen erhielten deutsche Namen, wie Alexanderstadt, Halbstadt, Hegewald usw.

## Verwaltungsgliederung

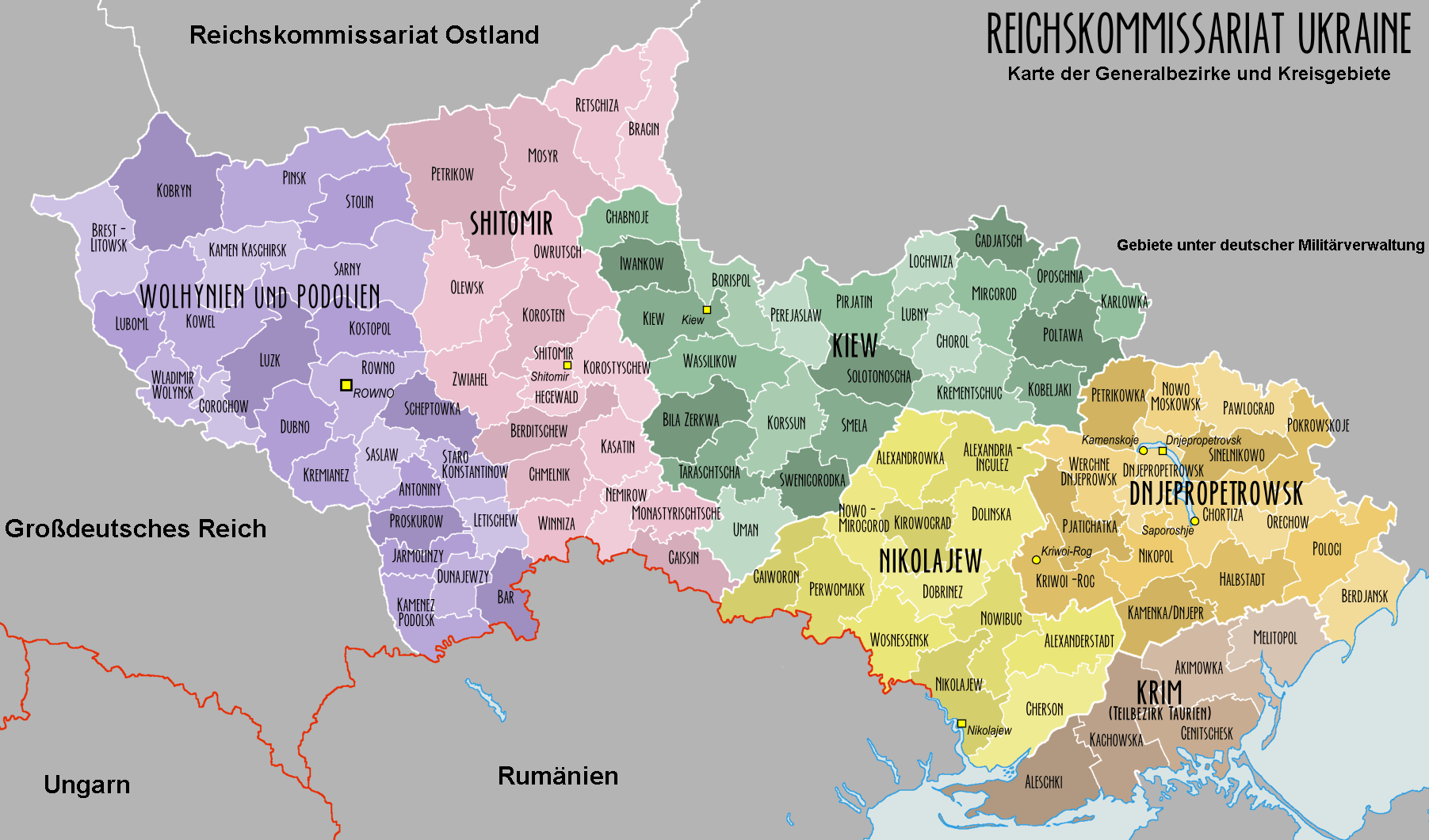
Übersichtskarte der Generalbezirke und Kreisgebiete

Das Reichskommissariat Ukraine teilte sich in sechs Generalbezirke mit der entsprechenden Anzahl deutscher Kreisgebiete, denen die ukrainischen Rajons unterstellt waren. Die deutschen Aufteilungen folgten größtenteils den früheren ukrainischen Abgrenzungen. Die Generalbezirke fassten mehrere Oblasts, die Kreisbezirke mehrere Rajons zusammen.
Zum Sitz des Generalkommissars für Wolhynien-Podolien (zuvor Brest-Litowsk) wurde die Stadt Luzk bestimmt.
Der Generalkommissar für den Generalbezirk Krim (Teilbezirk Taurien) hatte seinen Sitz in Melitopol.
Obwohl das Reichskommissariat Ukraine formell dem RMfdbO unterstand, handelte der Reichskommissar Erich Koch faktisch nahezu selbstständig.
Am 7. April 1941 schlug Alfred Rosenberg vor, zusätzlich zum Reichskommissariat Ukraine ein Reichskommissariat Don-Wolga einzurichten und dort als Reichskommissar Dietrich Klagges einzusetzen. Im Mai/Juni änderte er diesen Vorschlag und ordnete nun das dortige Gebiet dem Reichskommissariat Ukraine zu. Die geplante Erweiterung des Reichskommissariats Ukraine bis zur Wolga wurde aufgrund des Kriegsverlaufs nicht verwirklicht.

## Kreisgebiete im Reichskommissariat Ukraine 1943
Die untergeordneten Verwaltungseinheiten hießen Generalbezirke. Die folgende Tabelle zeigt die Zuordnung von Städten und Gebieten zu den jeweiligen Generalbezirken.
| lfd. Nr. | Dnepropetrowsk       | Kiew         | Krim (Teilbezirk Taurien) | Nikolajew                                       | Shitomir          | Wolhynien-Podolien |
| -------- | -------------------- | ------------ | ------------------------- | ----------------------------------------------- | ----------------- | ------------------ |
| 1        | Berdjansk            | Bila Zerkwa  | Akimowka                  | Alexanderstadt [früher: Bolschaja Alexandrowka] | Berditschew       | Antoniny           |
| 2        | Chortiza             | Borispol     | Aleschki                  | Alexandria                                      | Bragin            | Bar                |
| 3        | Dnepropetrowsk-Stadt | Chabnoje     | Genitschesk               | Alexandrowka                                    | Chmelnik          | Brest-Litowsk      |
| 4        | Dnepropetrowsk-Land  | Chorol       | Kachowka                  | Bobrinez                                        | Gaissin           | Dubno              |
| 5        | Halbstadt            | Gadjatsch    | Melitopol                 | Cherson                                         | Hegewald          | Dunajewzy          |
| 6        | Kamenka              | Iwankow      | -                         | Dolinska                                        | Kasatin           | Gorochow           |
| 7        | Kamenskoje-Stadt     | Karlowka     | -                         | Gaiworon                                        | Korosten          | Jarmolinzy         |
| 8        | Kriwoi Rog-Stadt     | Kiew-Stadt   | -                         | Kirowograd                                      | Korostyschew      | Kamenez-Podolsk    |
| 9        | Kriwoi Rog-Land      | Kiew-Land    | -                         | Nikolajew                                       | Monastyrischtsche | Kamen Kaschirsk    |
| 10       | Nikopol              | Kobeljaki    | -                         | Nowibug                                         | Mosyr             | Kobryn             |
| 11       | Nowo Moskowsk        | Korssun      | -                         | Nowo Mirgorod                                   | Nemirow           | Kostopol           |
| 12       | Oreschow             | Krementschug | -                         | Perwomaisk                                      | Olewsk            | Kowel              |
| 13       | Pawlograd            | Lochwiza     | -                         | Wosnessensk                                     | Owrutsch          | Kremianez          |
| 14       | Petrikowka           | Lubny        | -                         | Otschakow                                       | Petrikow          | Letitschew         |
| 15       | Pjatichatka          | Mirgorod     | -                         | -                                               | Retschiza         | Luboml             |
| 16       | Pokrowskoje          | Oposchnia    | -                         | -                                               | Shitomir          | Luzk               |
| 17       | Pologi               | Perejaslaw   | -                         | -                                               | Winniza           | Pinsk              |
| 18       | Saporoshje-Stadt     | Pirjatin     | -                         | -                                               | Zwiahel           | Proskurow          |
| 19       | Sinelnikowo          | Poltawa      | -                         | -                                               | -                 | Rowno              |
| 20       | Werchne-Dnjeprowsk   | Smela        | -                         | -                                               | -                 | Sarny              |
| 21       | -                    | Solotonoscha | -                         | -                                               | -                 | Saslaw             |
| 22       | -                    | Swenigorodka | -                         | -                                               | -                 | Schepetowka        |
| 23       | -                    | Taraschtscha | -                         | -                                               | -                 | Staro Konstantonow |
| 24       | -                    | Uman         | -                         | -                                               | -                 | Stolin             |
| 25       | -                    | Wassilkow    | -                         | -                                               | -                 | Wladimir Wolynsk   |

## Personen

### Zivilverwaltung
- Alfred Rosenberg, Reichsminister für die besetzten Ostgebiete, Berlin

Reichskommissar
- Erich Koch, Reichskommissar Ukraine, Amtssitz Königsberg und Rowno

Generalkommissare
- Alfred Eduard Frauenfeld, Generalkommissar für den Generalbezirk Krim (Teilbezirk Taurien)
- Kurt Klemm, Generalkommissar für den Generalbezirk Shitomir
- Helmut Quitzrau, Generalkommissar für den Generalbezirk Kiew (September 1941 bis Februar 1942)
- Waldemar Magunia, Generalkommissar für den Generalbezirk Kiew (seit 14. Februar 1942)
- Ewald Oppermann, Generalkommissar für den Generalbezirk Nikolajew
- Heinrich Schoene, Generalkommissar für den Generalbezirk Wolhynien-Podolien
- Nikolaus Selzner, Generalkommissar für den Generalbezirk Dnepropetrowsk (1. September 1941 bis 21. Juni 1944)

Gebietskommissare
- Georg Marschall, Gebietskommissar, ca. Oktober 1941 bis Ende 1942 in Sdolbunow, danach in Kostopol[5]
- Friedrich Ackmann, Gebietskommissar im Generalbezirk Kiew und Leiter der Hauptabteilung I beim Generalkommissar in Kiew (Nov. 1941–Dez. 1942)[6]
- Paul Blümel, Gebietskommissar in Tschudnow (1941 bis 1943) und in Retschitza (1943 bis 1944)
- Alfred Gille, Gebietskommissar in Saporoschje-Stadt (1944–1945)
- Ernst Duschön, Gebietskommissar in Pjatichatka Kriwoi Rog-Stadt (1941–1943/44)
- Hans-Werner Otto, Gebietskommissar in Nikolajew (1943–1944)
- Hellmuth Will, Gebietskommissar in Kiew-Stadt (1941–1943)
- Handke (bis 10. Mai 1943), danach Behrens, Gebietskommissar in Kiew-Land[7]
- Becker,  Gebietskommissar in Rowno[8]
- Alfred Wenzel, Gebietskommissar in Owrutsch, danach in Kriwoi Rog (1943)
- Richard Manderbach, Gebietskommissar (1941)
- Heinrich Teipel, Gebietskommissar (1943)
- Erich Tschimpke, Gebietskommissar in Korosten

Sonstige
- Karl Stumpp, 1942 Leiter des „Sonderkommandos Sippenkunde und Volksbiologie“ beim Reichskommissar Ukraine
- Alfred Wenzel, Gebietskommissar in Owrutsch, im September 1943 Gebietskommissar in Kriwoi Rog, im November 1943 Geschäftsführer der Hauptabteilung Zentralverwaltung und Leiter der Dienststelle Bialystok des Reichskommissars Ukraine, 1944 Leiter des Gaugerichts der Landesleitung Ukraine

### Militärverwaltung
Wehrmachtsbefehlshaber Ukraine (WBU)
- Generalleutnant d.R. Waldemar Henrici (bis Oktober 1942)
- General der Flieger Karl Kitzinger (ab Oktober 1942)

Höherer SS- und Polizeiführer Russland-Süd
- SS-Obergruppenführer Friedrich Jeckeln (Juni bis Oktober 1941)
- SS-Obergruppenführer Hans-Adolf Prützmann (Oktober 1941 bis 1944; ab Oktober 1943 auch „Höchster SS- und Polizeiführer Ukraine“)

Höherer SS- und Polizeiführer Schwarzes Meer
- SS-Gruppenführer Ludolf-Hermann von Alvensleben (Oktober bis Dezember 1943)
- SS-Obergruppenführer Richard Hildebrandt (Dezember 1943 bis August 1944)

Für weitere SS- und Polizeiführer siehe Liste der SS- und Polizeiführer

## Film
- Blutiger Boden, deutscher Raum. Die Siedlungspläne der SS, Dokumentarfilm, 52 min, ORF/3sat/Hengster Filmproduktion 2024, Buch und Regie: Andreas Kurz.